# Thee Image
Thee Image byla americká rocková skupina, ve které hrál i pozdější člen skupiny Alice Coopera Mike Pinera. Ve skupině hrál i Donny Vosburgh, který také spolupracoval s Alice Cooperem na albu Alice Cooper Goes to Hell z roku 1976.

## Diskografie
- 1975 - Thee Image
- 1975 - Inside The Triangle